# Oxid acid

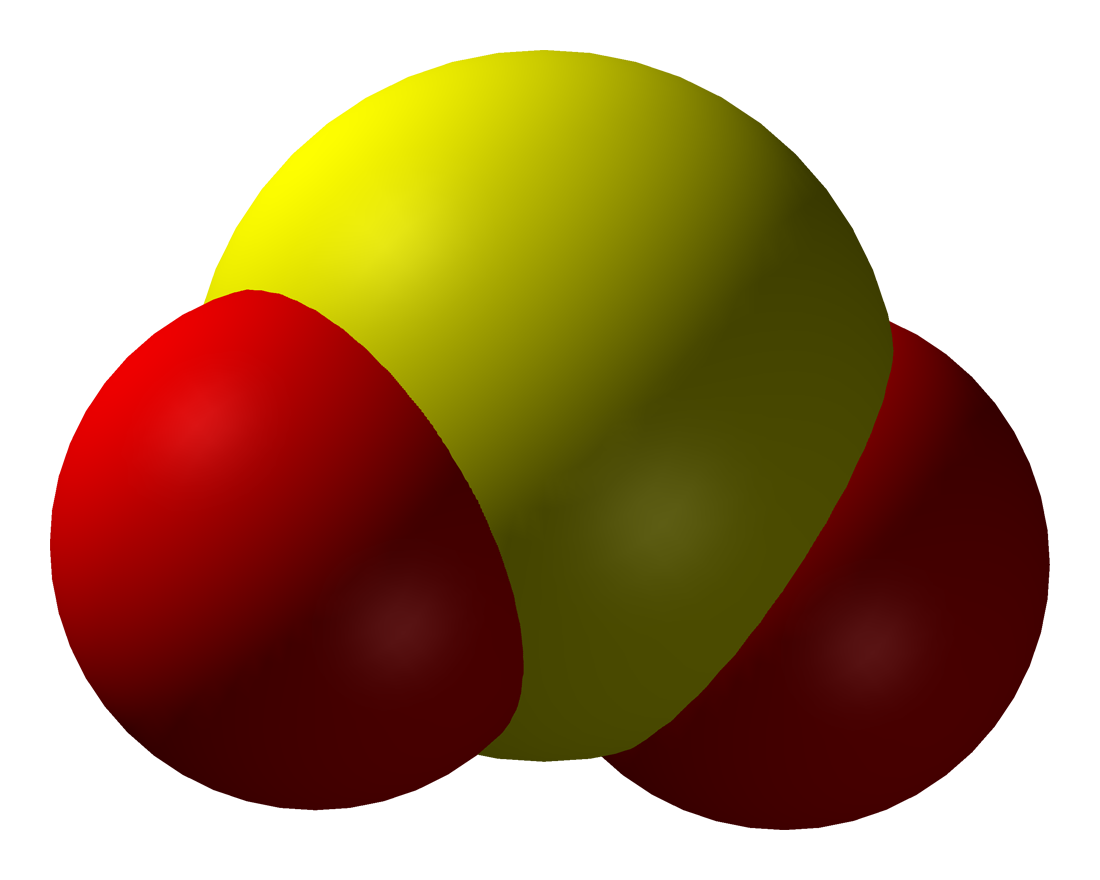
Dioxidul de sulf este un exemplu de oxid acid.

În chimia anorganică, un oxid acid este un compus anorganic care, în urma reacției cu apa, formează un acid , sau care reacționează cu o bază pentru a forma o sare. Oxizii acizi sunt ori oxizi de nemetale, ori oxizi ai metalelor cu stări de oxidare mari. Se formează în urma arderii unui nemetal. 

## Exemple
- Dioxidul de carbon reacționează cu apa pentru a forma acidul carbonic
- Trioxidul de sulf reacționează cu apa pentru a forma acidul sulfuric și cu bazele pentru a forma sulfați.
- Dioxidul de siliciu nu reacționează cu apa, dar reacționează cu bazele pentru a forma silicați
- Trioxidul de crom reacționează cu apa pentru a forma acidul cromic.
- Pentaoxidul de fosfor reacționează cu apa pentru a forma acidul fosforic